# Platynectes mazzoldii
Platynectes mazzoldii är en skalbaggsart som beskrevs av Stastný 2003. Platynectes mazzoldii ingår i släktet Platynectes och familjen dykare. Inga underarter finns listade i Catalogue of Life.